# Famille de Foucauld (Périgord)
 (août 2024).
Pour les articles homonymes, voir Foucauld et Famille de Foucault.
La famille de Foucauld est une famille subsistante de la noblesse française, d'extraction chevaleresque, originaire du Périgord.
Elle est illustrée par le père Charles de Foucauld (1858-1916), officier de l'armée française, puis explorateur et religieux, mort assassiné au Sahara algérien.

## Histoire
La famille de Foucauld est originaire du Périgord.
La famille de Foucauld est inscrite à l'ANF depuis 1963.

## Filiation
Cette famille remonte sa filiation suivie à Bertrand Foucauld, donzel (damoiseau) d'Auberoche en Périgord, marié en 1298 avec Alaïs Urdimal, dame de Lardimalie, dont il eut deux fils :
- Amblard Foucauld, seigneur de Lardimalie, marié avec Alpaïs de La Roche, dame de Larcherie, auteurs des branches de Lardimalie, de Dussac, de Malembert, et de Pontbriand[4]
- Hélie Foucauld, décédé en 1376, marié avec Bergie de Saint-Robert, auteurs de la branche de Rozay

Bernard Foucauld, seigneur de Lardimalie et de Larcherie, descendant d'Amblard Foucauld à la cinquième génération, marié le 18 janvier 1508 avec Hélène Cothet, eut deux fils:
- Bernard Foucauld, seigneur de Lardimalie, marié le 25 février 1539 à Périgueux avec Gabrielle Arnal, dame de la Faye, par qui se poursuivit la branche ainée
- François Foucauld, marié le 12 mai 1548 avec Gabrielle de Beaupuy, dont :
  - Jean Foucauld, seigneur de Cubjac, marié avec Marguerite du Bost, auteurs des branches de Dussac et de Malembert
  - Poncet Foucauld, seigneur de la Garaudie et de la Besse, marié le 12 mai 1581 avec Gualiotte de Jaubert, auteurs de la branche de Pontbriand par :
    - Gaston Foucauld, seigneur de La Garaudie et de La Besse, marié le 16 septembre 1611 avec Françoise de Pontbriand, dame de Montréal

## Personnalités

### Branche ainée de Lardimalie (éteinte)
La branche de Lardimalie s'éteignit en ligne masculine en 1932, avec Arnaud de Foucauld de Lardimalie (1855-1932), maire de Ribagnac (Dordogne). De son mariage en 1883 avec Louise Picard, il avait eu une fille Marie (1884-1959), mariée à Jacques Vincens de Causans d'où postérité.[réf. nécessaire]
Personnalités de cette branche :
- Louis de Foucauld de Lardimalie (1735-1805), député de la noblesse aux États généraux de 1789, officier à l'Armée des princes.

### Branche de Dussac
La branche de Dussac subsiste[réf. nécessaire] à Dussac (Dordogne).[réf. nécessaire]

### Branche de Malembert
Cette branche subsistante[réf. nécessaire] est issue du mariage, le 15 février 1691, de Pierre de Foucauld avec Isabeau Montet de La Molhière, dame des Champs, dont :
- Jean de Foucauld, marié le 8 septembre 1719 avec sa cousine issue de germains Anne de Foucauld, dame de Malembert

- Jacques-Jean de Foucauld de Malembert (1771-1854), officier dans l'Armée des émigrés, colonel d'état-major, commandant la gendarmerie royale de la ville de Paris ;
- Joseph Jules de Foucauld (1782-1821), colonel du génie, député royaliste de la Corrèze de 1815 à 1816 ;
- Aymard de Foucauld (1824-1863), officier de cavalerie ; tombé au Mexique le 5 mai 1863 à San Pablo del Monte, lors du siège de Puebla[5].

### Branche de Pontbriand
Personnalités de cette branche subsistante[réf. nécessaire] :
- Armand de Foucauld de Pontbriand, abbé commendataire de Solignac de 1787 à 1791, martyr des Carmes béatifié en 1926 ;
- Marie-Clotilde-Inès de Foucauld (1821-1897), connue sous le nom de Mme Moitessier, épouse du banquier Paul Sigisbert Moitessier ;
- Saint Charles de Foucauld de Pontbriand (1858-1916), officier de l'armée française devenu explorateur et géographe, puis religieux chrétien catholique, ermite et linguiste[6]. Il a été béatifié le 13 novembre 2005 par le pape Benoît XVI et canonisé le 15 mai 2022 par le pape François.

### Branche de Rozay (éteinte)
Cette branche s'est développée à Bourges et dans le Berry, et s'est éteinte en 1901[réf. nécessaire] à Paris.

## Galerie de portraits

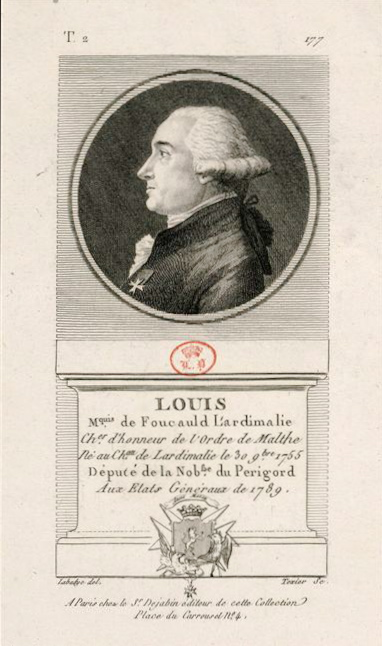
Louis de Foucauld de Lardimalie (1755-1805)
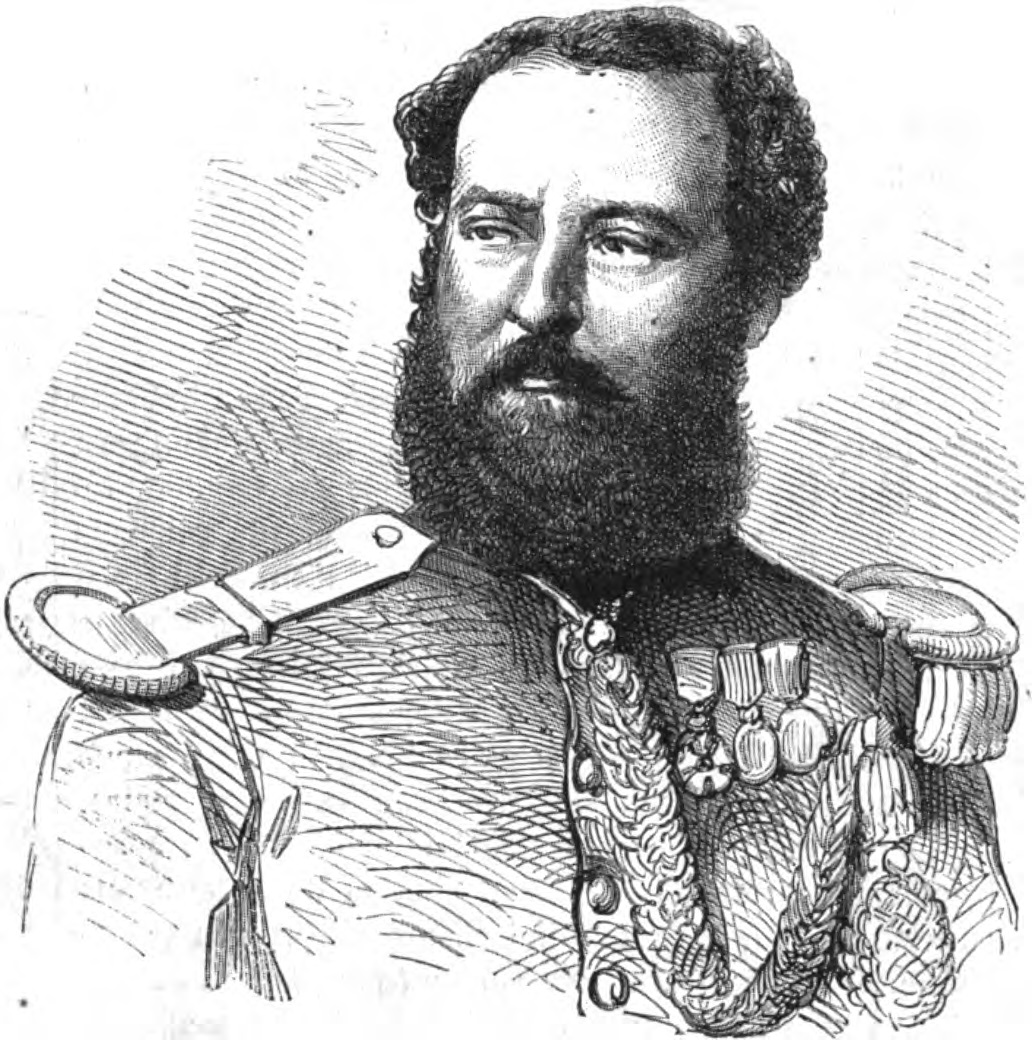
Aymard de Foucauld (1824-1863)
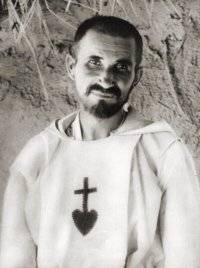
Saint Charles de Foucauld (1858-1916)

## Armes
Les armes de la famille se blasonnent ainsi D'or, au lion morné de gueules.
- Branche de Lardimalie : D’argent au lion rampant de sable
- Branche de Pontbriand : Parti : au un, d'or au lion morné de gueules, au deux, d’azur au pont d’argent

### Sources et bibliographie
- Gustave Chaix d'Est-Ange, Dictionnaire des familles françaises anciennes ou notables à la fin du XIXe siècle, tome 19, pages 54 à 58 Foucauld de Lardimalie, de Dussac, de Malembert et de Pontbriand (de)
- François-Alexandre Aubert de La Chenaye des Bois, Dictionnaire généalogique, héraldique, chronologique et historique de la Noblesse
- Jean-Baptiste-Pierre Jullien de Courcelles, Histoire généalogique et héraldique des pairs de France, des grands dignitaires de la couronne, des principales familles nobles du royaume et des maisons princières de l'Europe, précédée de la généalogie de la maison de France, volume 9, 1828
- Emmanuel Dufour, Aymard de Foucauld (1824-1863) - De Saint-Cyr et Saumur à la campagne du Mexique, itinéraires d’un officier de cavalerie du Second Empire, La Louve Éditions, 2012,  (ISBN 9782916488561)
- René Bazin, Charles de Foucauld : explorateur du Maroc, ermite au Sahara Plon, 1921
- Régis Valette, Catalogue de la noblesse française subsistante, 2002
- Francis Bernier, « Les Pontbriant en Périgord 1507-1639 », dans Bulletin de la Société historique et archéologique du Périgord, 2005, tome 132, 3e livraison, p. 333-344 (lire en ligne)
- Henri Jougla de Morenas, Grand armorial de France, tome 4 [lire en ligne]
- Bottin mondain